# منتخب النرويج لكأس فيد
منتخب النرويج لكأس فيد هو ممثل النرويج الرسمي في كرة المضرب في كأس فيد.